# GrauSchumacher Piano Duo
Die beiden deutschen Pianisten Andreas Grau (* 1965) und Götz Schumacher (* 1966) sind als GrauSchumacher Piano Duo ein Klavierduo. Ihr Repertoire reicht von Schütz bis Stockhausen.

## Biografie
1981 musizierten die 15-jährigen Pianisten Andreas Grau und Götz Schumacher auf Anregung ihres Klavierlehrers Friedemann Rieger erstmals miteinander. Es folgten Studien in Dortmund, Frankfurt, Stuttgart und in Paris bei Claude Helffer. Wesentliche Impulse als Duo erhielten sie durch Renate Werner und das Klavierduo Bauer-Bung, sowie durch die direkte Zusammenarbeit mit den Komponisten Karlheinz Stockhausen, Helmut Lachenmann, Wolfgang Rihm und Péter Eötvös.
Seit dem Gewinn des Deutschen Musikwettbewerbs 1989 und des Schubertwettbewerbs in Graz 1992 konzertierte das Klavierduo in der Philharmonie Berlin, Tonhalle Zürich, Konzerthaus Wien, Kölner Philharmonie, Concertgebouw Brügge und Cité de la musique Paris sowie bei den Salzburger Festspielen, Schwetzinger Festspielen, beim Piano-Festival La Roque d'Antheron, Klavierfestival Ruhr, Klara Festival Brüssel, Musica Viva München und Lucerne Festival. Zusammenarbeit gab es mit dem Deutschen Symphonie-Orchester, SWR Sinfonieorchester, Konzerthausorchester Berlin, Bayerischen Staatsorchester, ORF Radio-Symphonieorchester Wien, Orchestre National de Lyon, Symphonieorchester des Bayerischen Rundfunks und den Dirigenten Roberto Abbado, Michael Gielen, Lothar Zagrosek, Emanuel Krivine, Heinz Holliger, Péter Eötvös, Kent Nagano, Bertrand de Billy, Andrej Boreyko, Georges Prêtre und Zubin Mehta.
20 CD-Einspielungen erschienen bei den Labels NEOS, col legno und WERGO. Andreas Grau und Götz Schumacher erhielten die Auszeichnungen Choc von Le Monde de la musique, Diapason d’or, The Gramophone Editor’s Choice und den Preis der deutschen Schallplattenkritik.

## Diskografie
- Preisträger Deutscher Musikwettbewerb. Bach – Debussy – Ravel – Denissow, harmonia mundi 1990
- Mantra. Stockhausen, Wergo 1995
- Dialoge – Monologe. Zimmermann, mit DSO Berlin, Bernhard Kontarsky, col legno 1997
- Requiem. Brahms, mit Soile Isokoski, Andreas Schmidt, Christoph Spering, opus 111 1997
- Ligeti – Schubert – Ligeti. col legno 1998
- Paul Hindemith. WERGO 1999
- Der Schweinehirt. Reinecke, mit Ulrich Noethen. Edition Seeigel 2001
- Nussknacker & Mausekönig. Reinecke, mit Samuel Weiss, Edition Seeigel 2001
- Bach – Kurtág – Busoni. col legno 2002
- Variations and Fugues. Mozart – Beethoven – Reger, col legno 2003
- Cosmos. Eötvös, BMC 2003
- Der selbstsüchtige Riese Schott 2003
- Visions de l'Amen. Schütz/Kurtág – Messiaen, col legno 2005
- Hommage à Paul Klee. Veress, mit Camerata Bern, col legno 2005
- Le Sacre. Debussy – Strawinsky, NEOS 2008
- Concerto. Berio, mit RSO Wien, Bertrand de Billy, col legno 2008
- Kosmos. Crumb – Kurtág – Stockhausen – Bartók – Eötvös, NEOS 2009
- Grand Duo. Schubert – Shostakovich, NEOS 2009
- Via crucis. Liszt, mit WDR Rundfunkchor, Rupert Huber, NEOS 2009
- La musique creuse le ciel. Rihm, mit DSO Berlin, Peter Rundel, NEOS 2009
- Concerti I. Mozart – Liszt – Bartók, mit DSO Berlin, Ruben Gazarian, NEOS 2010
- Schrift-Um-Schrift. Rihm – Bartók, mit Franz Schindlbeck und Jan Schlichte, NEOS 2010
- Carmina burana. Orff, mit SWR Vokalensemble, Rupert Huber, hänssler 2011
- Transcriptions. Bach – Debussy – Saint-Saëns – Mozart – Wagner – Rachmaninoff – Tschaikowsky – Ravel, NEOS 2012
- Le temps, mode d'emploi. Manoury, NEOS 2019
- Mantra. Stockhausen. NEOS 2024